# Simpsonichthys delucai
Simpsonichthys delucai är en fiskart som beskrevs av Costa 2003. Simpsonichthys delucai ingår i släktet Simpsonichthys och familjen Rivulidae. Inga underarter finns listade i Catalogue of Life.